# Jamie Nieto
James Earl Nieto (Seattle, 2 novembre 1976) è un ex altista statunitense.

## Biografia
Nato a Seattle, Nieto ha studiato e sviluppato la propria carriera atletica durante gli anni di studio a Sacramento. Ha proseguito la propria carriera disputando diversi campionati NCAA per il team universitario dell'Eastern Michigan University, e vincendo alcuni titoli nazionali.
A partire dal 2002, Nieto ha iniziato a gareggiare fuori dai confini statunitensi approdando l'anno successivo ai Giochi panamericani, vincendo una medaglia d'argento e assicurandosi la partecipazione ai Mondiali in Francia del medesimo anno. Nel 2004, Nieto è risultato primo ai trials per partecipare ai Giochi olimpici di Atene 2004, dove ha fissato un nuovo record personale e terminato la competizione ai piedi del podio. Ha replicato la partecipazione olimpica a Londra 2012, prima di ritirarsi dalle competizioni agonistiche e diventare preparatore atletico.
Nel corso di una sessione di allenamento, in vista delle Olimpiadi di Rio de Janeiro 2016, Nieto è gravosamente caduto sulla schiena risultando parzialmente paralizzato. Nel 2017 si è sposato con l'ostacolista giamaicana Shevon Stoddart.

## Palmarès
| Anno | Manifestazione      | Sede           | Evento        | Risultato | Prestazione | Note                          |
| ---- | ------------------- | -------------- | ------------- | --------- | ----------- | ----------------------------- |
| 2003 | Giochi panamericani | Santo Domingo  | Salto in alto | Argento   | 2,28 m      |                               |
| 2003 | Mondiali            | Saint-Denis    | Salto in alto | 7º        | 2,29 m      |                               |
| 2004 | Mondiali indoor     | Budapest       | Salto in alto | 9º        | 2,20 m      |                               |
| 2004 | Giochi olimpici     | Atene          | Salto in alto | 4º        | 2,34 m      | Miglior prestazione personale |
| 2007 | Giochi panamericani | Rio de Janeiro | Salto in alto | 7º        | 2,21 m      |                               |
| 2007 | Mondiali            | Osaka          | Salto in alto | 16º (q)   | 2,26 m      |                               |
| 2011 | Giochi panamericani | Guadalajara    | Salto in alto | 6º        | 2,21 m      |                               |
| 2012 | Giochi olimpici     | Londra         | Salto in alto | 6º        | 2,29 m      |                               |